# Toppmötet i Annapolis

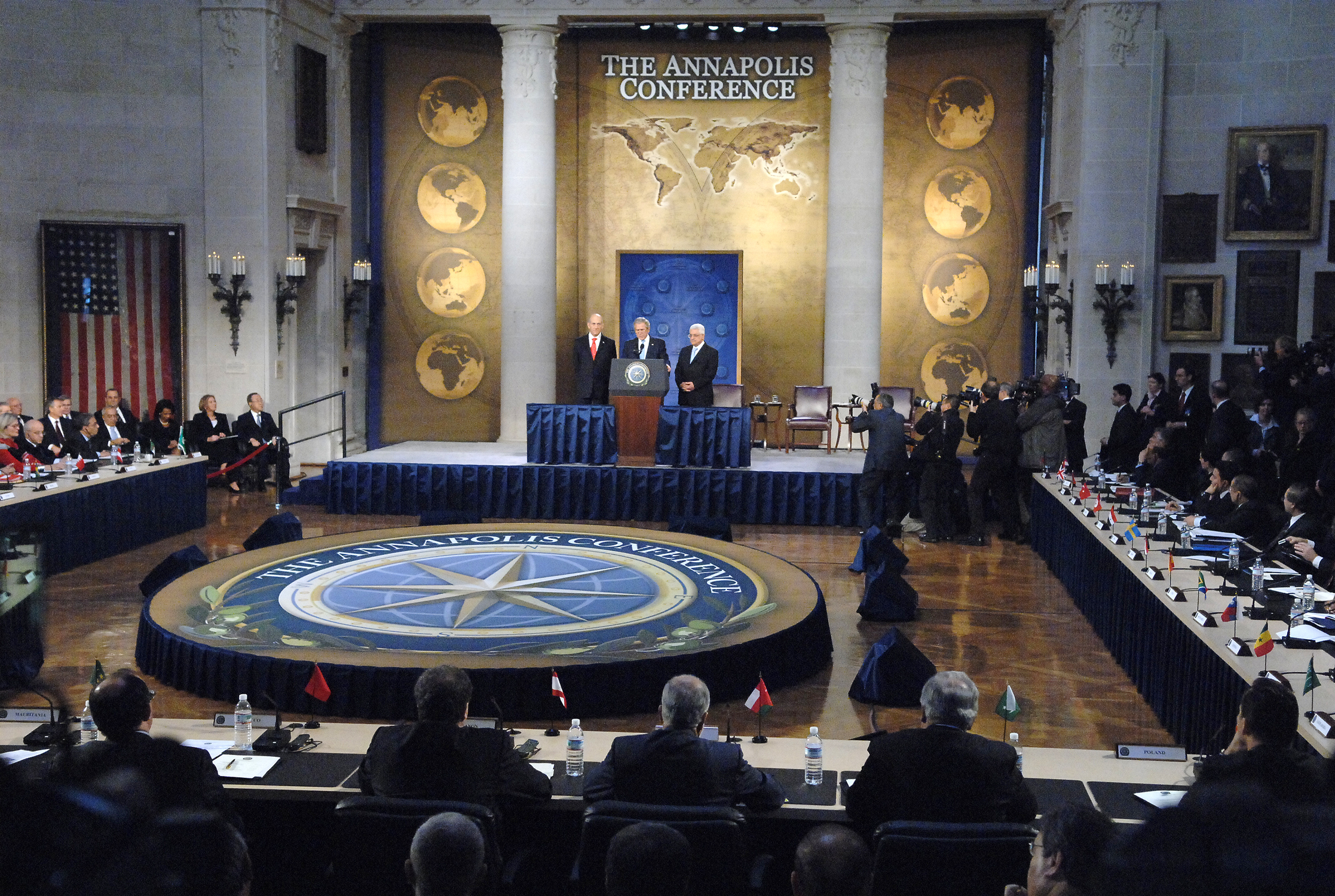
Israels premiärminister Ehud Olmert, USA:s president George W. Bush och Palestinska myndighetens president Mahmoud Abbas under mötet.

2007 års fredskonferens om Mellanöstern eller Annapolistoppmötet ägde rum den 27 november 2007 i Annapolis i USA. 

## Bakgrund
Mötet i Annapolis var ett försök från den amerikanska administrationen att återgå till Färdplanen för fred som den amerikanska presidenten George W. Bush lanserade 2004. Målet var att en tvåstatslösning skulle ha upprättats innan utgången av 2008..

## Deltagare
Den amerikanska utrikesministern Condoleezza Rice stod som värd för mötet och bland deltagarna fanns såväl den palestinska presidenten Mahmoud Abbas såväl som Israels premimärminister Ehud Olmert. Dessutom var ett fyrtiotal länder inbjudna, däribland Sveriges utrikesminister Carl Bildt. Mer anmärkningsvärt var att flera arabiska länder deltog, bland annat både Saudiarabien och Syrien som förnekar staten Israels rätt till existens.

## Kritik mot toppmötet
Flera grupperingar på både på den israeliska och arabiska sidan var kritiska mot Annapolismötet. Hamas uttalafr kraftig kritik mot mötet och ansåg att sig inte bundna att följa de överenskommelser som fattades där. Även Iran kritiserade mötet och uppmanat länder i arabvärlden att inte resa dit, vilket inte har fått gehör.